# Harcerze starsi
Harcerze starsi – grupa członkowska  w organizacjach harcerskich (w Związku Harcerstwa Polskiego również grupa metodyczna).

## Związek Harcerstwa Polskiego
W ZHP grupa ta obejmuje młodzież z klas byłego gimnazjum, czyli 13-16 lat.
Do 2003 roku grupę metodyczną i wiekową w harcerstwie, obejmującą młodzież szkół ponadpodstawowych (powyżej 15 lat) nazywano harcerstwo starsze, ruch starszoharcerski. W 2003 roku w Związku Harcerstwa Polskiego przeprowadzono zmiany (spowodowane reformą systemu oświaty) w systemie metodycznym: 
- harcerzami starszymi nazwano młodzież gimnazjalną (13-16 lat)
- młodzież szkół ponadgminazjalnych (16-25 lat) nazwano wędrownikami
- dla członków ZHP w wieku ponad 25 lat, niebędących instruktorami, przyjęto określenie starszyzna harcerska.

Podstawową jednostką organizacyjną dla harcerzy starszych jest drużyna starszoharcerska.
Harcerze starsi zdobywają następujące stopnie harcerskie:
- odkrywca – pionierka,
- ćwik – samarytanka.

## Związek Harcerstwa Rzeczypospolitej
W ZHR harcerzem starszym jest pełnoletni harcerz niebędący instruktorem. Podstawową jednostką organizacyjną dla harcerzy starszych jest krąg starszoharcerski.